# شهرستان پیات (ایلینوی)
شهرستان پیات (به انگلیسی: Piatt County) یک شهرستان‌ در ایالات متحده آمریکا است که در ایلینوی واقع شده‌است. شهرستان پیات ۱٬۱۳۷٫۰۱ کیلومتر مربع مساحت دارد.